# Scaphios orellana
Espèce
Scaphios orellana est une espèce d'araignées aranéomorphes de la famille des Oonopidae.

## Distribution
Cette espèce est endémique de la province d'Orellana en Équateur,.

## Description
Le mâle holotype mesure 1,32 mm et la femelle 1,56 mm.

## Étymologie
Cette espèce est nommée en référence au lieu de sa découverte, Puerto Francisco de Orellana.

## Publication originale
- Platnick & Dupérré, 2010 : The Andean goblin spiders of the new genera Niarchos and Scaphios (Araneae, Oonopidae). Bulletin of the American Museum of Natural History, no 345, p. 1-120 (texte intégral).